# Patricia Hermida
Patricia Hermida Lago (Vigo, 1979) es una mánager, productora y abogada especializada en derechos de autor española.

## Trayectoria
Hermida es licenciada en Derecho económico-empresarial por la Universidad de Vigo, y tiene un máster en Propiedad Intelectual por la Universidad Rey Juan Carlos (URJC). Además, es técnica superior en Producción Audiovisual y de Espectáculos del CIFP Someso de La Coruña. Desde 1995, ha tenido diferentes roles dentro de la industria de la música y entre sus trabajos destaca el ser representante de artistas como Os Resentidos, Terbutalina, Heredeiros da Crus, Mercedes Peón o Susana Seivane.
Durante nueve años fue codirectora de MMF Spain, una asociación sin ánimo de lucro para los mánager y artistas autogestionados, creada en 2013 para fomentar la formación, la profesionalización y la internacionalización de sus integrantes. Dicha entidad pertenece a la International Music Managers Forum (IMMF) que integra a las principales asociaciones de mánager, y de la que Hermida fue copresidenta de 2019 a 2022.  
En 2016, fue una de las socias fundadoras de Mujeres de la Industria Musical (MIM), asociación que trabaja por la igualdad real en el sector musical.
En febrero de 2022, fue nombrada presidenta de la Asociación Gallega de Empresas Musicales (AGEM).
A lo largo de su carrera se ha convertido en experta tanto en ‘management’, como en dirección de producción de eventos y giras, y en gestión cultural. Y no ha dejado de lado la formación de nuevos profesionales y el asesoramiento a grupos y artistas (fundamentalmente a través de la Fundación Paideia Galiza).  
Como mánager y directora de producción en la agencia y productora musical dotbeat! y en la agencia mare, ha sido responsable durante casi dos décadas de la gestión integral de numerosas carreras de relevantes artistas de pop rock, del desarrollo de proyectos culturales y educacionales, de la dirección de producción en eventos y giras, y de importantes campañas de marketing del sector cultural.
En 2021, escribió junto a Ángel Dieste el 'Manual de boas prácticas na xestión cultural para espectáculos ao vivo', publicado por la Asociación Galega de Profesionais da Xestión Cultural de la Diputación Provincial de La Coruña. Recoge información básica para personas que quieran aproximarse a la organización de eventos culturales de forma profesional.  

## Obra
- 2021 – Manual de boas prácticas na xestión cultural para espectáculos ao vivo. Junto a Ángel Dieste. Asociación Galega de Profesionais da Xestión Cultural. Diputación Provincial de La Coruña. ISBN 978-84-09-28096-4 (archivo en PDF)

## Reconocimientos
En abril de 2022, Hermida recibió el Premio a la Excelencia en los premios Iberian Festival Awards, por haber desarrollado propuestas con perspectiva de género y por la dignificación del sector musical. Estos galardones reconocen el trabajo que se realiza en festivales musicales tanto de España como de Portugal.